# No somos ángeles
No somos ángeles (título original en inglés: We're No Angels) es una película estrenada en 1955, con una duración de 106 minutos, dirigida por Michael Curtiz y con las actuaciones de Humphrey Bogart, Peter Ustinov, Aldo Ray, Joan Bennett y Basil Rathbone.
Trata sobre tres convictos que quieren escapar de la Isla del Diablo.
Es una de las pocas películas de comedia en que trabaja Humphrey Bogart.
En 1989 se rodó un remake, protagonizado por Sean Penn y Robert De Niro.